# Clarias pachynema
Clarias pachynema es una especie de pez de la familia Clariidae en el orden de los Siluriformes.

## Morfología
Los machos pueden llegar alcanzar los 35,6 cm de  longitud total.

## Distribución geográfica
Se encuentra en el Camerún, Gabón y en la cuenca media del río Congo.